# Richard Mateelong
Richard Kipkemboi Mateelong (ur. 14 października 1983 w Narok) – kenijski lekkoatleta, biegacz.
W dorobku posiada brązowy medal olimpijski z Pekin. Srebrny i brązowy medalista mistrzostw świata w biegu na 3000 m z przeszkodami.

## Sukcesy
| Rok  | Zawody                          | Miasto      | Miejsce | Konkurencja              |
| ---- | ------------------------------- | ----------- | ------- | ------------------------ |
| 2004 | Mistrzostwa Afryki              | Brazzaville | 2.      | 3000 m z przeszkodami    |
| 2006 | Światowy Finał IAAF             | Stuttgart   | 2.      | 3000 m z przeszkodami    |
| 2007 | Mistrzostwa Świata              | Osaka       | 3.      | 3000 m z przeszkodami    |
| 2007 | Światowy Finał IAAF             | Stuttgart   | 2.      | 3000 m z przeszkodami    |
| 2008 | Mistrzostwa Afryki              | Addis Abeba | 1.      | 3000 m z przeszkodami    |
| 2008 | igrzyska olimpijskie            | Pekin       | 3.      | 3000 m z przeszkodami    |
| 2008 | Światowy Finał IAAF             | Stuttgart   | 3.      | 3000 m z przeszkodami    |
| 2009 | Mistrzostwa świata              | Berlin      | 2.      | 3000 m z przeszkodami    |
| 2010 | Mistrzostwa świata w przełajach | Bydgoszcz   | 1.      | Drużynowo                |
| 2010 | Mistrzostwa świata w przełajach | Bydgoszcz   | 7.      | Bieg przełajowy na 12 km |
| 2010 | Mistrzostwa Afryki              | Nairobi     | 1.      | 3000 m z przeszkodami    |
| 2010 | Puchar interkontynentalny       | Split       | 1.      | 3000 m z przeszkodami    |
| 2010 | Igrzyska Wspólnoty Narodów      | Nowe Delhi  | 1.      | 3000 m z przeszkodami    |

## Rekordy życiowe
- Bieg na 1500 metrów – 3:41,79 (2005)
- Bieg na 3000 metrów – 7:48,71 (2005)
- Bieg na 5000 metrów – 13:30,4 (2006)
- Bieg na 3000 metrów z przeszkodami – 7:56,81 (2012) 10. wynik w historii światowej lekkoatletyki